# Теодор де Буй
Теодор Гендрік Ніколаас де Буй (нід. Theodoor Hendrik Nikolaas de Booy; 5 грудня 1882 — 18 лютого 1919) — американський археолог нідерландського походження.

## Біографія
Теодор Де Буй народився в місті Геллевутслейс, Нідерланди. Його батько був віце-адміралом. Освіту Теодор здобув у Королівському морському інституті . У віці 23 років він мігрував до США. Там він одружився з Елізабет Гамільтон Сміт 29 березня 1909 року. У них народилося двоє дітей. У 1916 році він став громадянином США.
У 1911 році він поїхав на Багами з дружиною. Під час археологічних робіт у печерах та смітникових насипах вони зробили чудові відкриття (наприклад, весло та кераміку) з доколумбової культури лукаянів. У наступні роки він працював у музеї Гея в Нью-Йорку. Його польові роботи в Карибському басейні та у Венесуелі зробили його експертом з історії доколумбової культури араваків.
Він помер 18 лютого 1919 року від грипу у своєму домі в Йонкерсі, штат Нью-Йорк.
Александр Ветмор на честь де Буя назвав вимерлий вид пастушків Nesotrochis debooyi, рештки якого він знайшов у 1916 році на маєтку Річмонд поруч Крістіанстеда на острові Санта-Крус на Віргінських островах.

## Роботи (вибрані)
- 1913: Lucayan Artifacts from the Bahamas
- 1915: Pottery from Certain Caves in Eastern Santo Domingo, West Indies
- 1915: Certain West-Indian Superstitions Pertaining to Celts
- 1916: Notes on the Archaeology of Margarita Island, Venezuela
- 1918: Certain Archaeological Investigations in Trinidad, British West Indies
- 1918: The Virgin Islands Our New Possessions and the British Islands
- 1919: Indian Notes and Monographs Volume 1, No. 2: Santo Domingo Kitchen-Midden and Burial Ground
- 1920: Indian Notes and Monographs Vol. X, No. 3: An Illinois Quilled Necklace
- 1926: Onder de Motilone's van de Sierre de Perija (Venezuela)